# Belica (rivière)
Pour les articles homonymes, voir Belica.
La Belica (en serbe cyrillique : Драчка река) est une rivière de Serbie. Elle a une longueur de 34,5 km et elle est un affluent de la Velika Morava.
La Belica appartient au bassin versant de la mer Noire. Son propre bassin couvre une superficie de 36 km2. Elle n'est pas navigable.

## Géographie
La Belica naît de deux cours d'eau, la Gaberica et la Bešnjaja, qui prennent leur source dans les monts de Crni vih et se rejoignent entre les hameaux de Staro Selo et de Miševica. Elle se jette ensuite dans la Velika Morava à Staro Lanište, près de Jagodina.